# San Pedro de Lloc
San Pedro de Lloc é uma cidade do Peru, situada na região de La Libertad. Capital do distrito homônimo, sua população em 2017 foi estimada em 13.622 habitantes.